# Sigurðar saga fóts
Sigurðar saga fóts también Sigurðar saga fóts ok Ásmundar Húnakongs (o la saga de Sigurd Pie y Ásmund rey de los Hunos) es una de las sagas caballerescas más cortas de las conocidas, escrita en nórdico antiguo y fechada en el siglo XIV. Es una obra favorecida por la crítica por su brevedad y similitud con otras sagas de los tiempos antiguos, (fornaldarsögur) de Islandia. La trama trata sobre dos reyes, la amistad sincera y la traición, que no logran limar sus diferencias con hombría. Sobreviven 41 manuscritos desde el siglo XV hasta el XIX.